# Apocephalus analis
Apocephalus analis är en tvåvingeart som beskrevs av Borgmeier 1958. Apocephalus analis ingår i släktet Apocephalus och familjen puckelflugor.
Artens utbredningsområde är Texas. Inga underarter finns listade i Catalogue of Life.